# Robbie Shakespeare

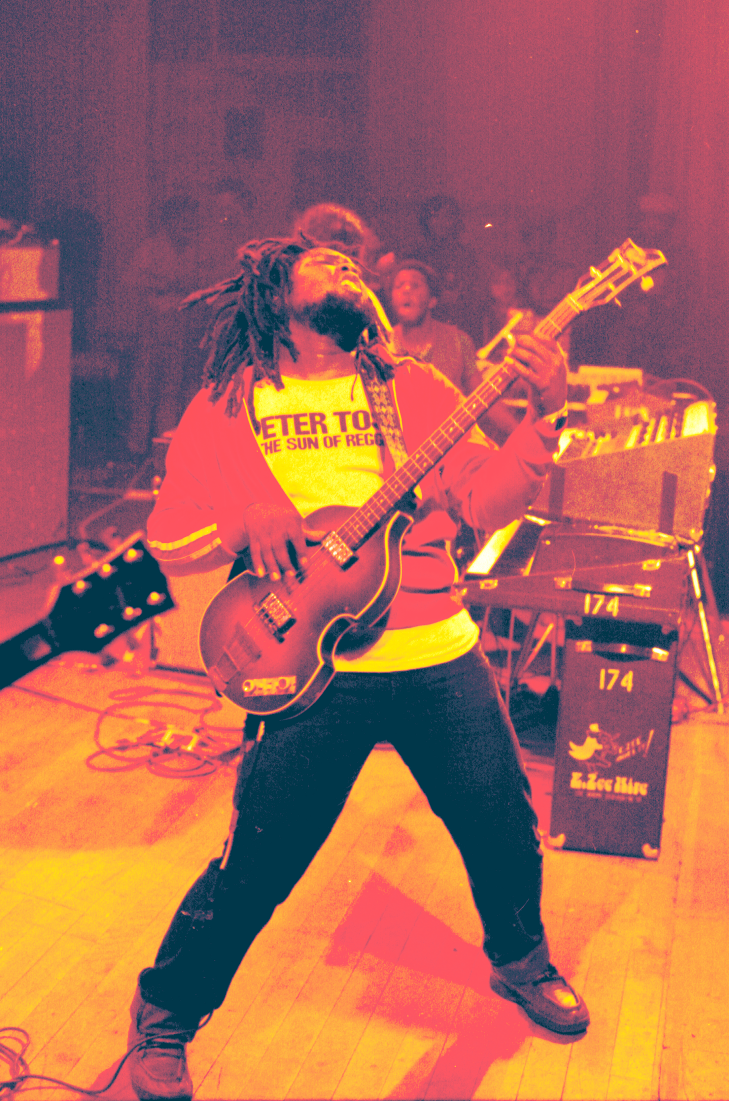
Robbie Shakespeare op tournee met Peter Tosh

Robert Warren Dale (Robbie) Shakespeare (Kingston, 27 september 1953 – Miami (Florida), 8 december 2021) was een Jamaicaans basgitarist en producer.
Samen met drummer Sly Dunbar vormde hij het duo Sly and Robbie, dat heeft samengewerkt met veel reggaeartiesten maar ook met Bob Dylan, Grace Jones, Mick Jagger, Ian Dury, Madonna en Serge Gainsbourg.
Hij overleed in een ziekenhuis in Miami aan nierproblemen.
- Bibliothèque nationale de France: cb13899699j (data)
- Gemeinsame Normdatei: 134520491
- International Standard Name Identifier: 0000 0000 5515 1480
- Library of Congress Control Number: n92005537
- MusicBrainz: e934e76c-7155-4f6e-a968-bbb496eac019
- Nationale Bibliotheek van Tsjechië: xx0163730
- Nederlandse Thesaurus van Auteursnamen: 073616621
- Système universitaire de documentation: 157337944
- Virtual International Authority File: 75067960
- WorldCat: E39PBJvxp684pmwt9vdWJRY3wC